# Rehobothkerk (Barneveld)
De Rehobothkerk is een kerkgebouw van de Gereformeerde Gemeenten aan de Nairacstraat in Barneveld, in 1967 gebouwd op de locatie van een vorige kerk naar een ontwerp van architect Leijsen. De bakstenen zaalkerk heeft 2.200 zitplaatsen en is daarmee een van de grootste kerken van Nederland. Het kerkgebouw is ook de locatie voor de jaarlijkse toogdag van de Gereformeerde Bijbelstichting.

## Geschiedenis
Op 7 augustus 1895 institueerde ds. A. Janse op boerderij De Ganzenkamp te Wekerom een Gereformeerde Gemeente onder het Kruis. Drie dagen later werd er een stuk grond met woning te Barneveld gekocht waarop de Fransmannen, zoals de hoorders van ds. E. Fransen in de volksmond werden genoemd, een kerkje bouwden op dezelfde plaats waar nu de huidige kerk staat. Nog hetzelfde jaar werd het nieuwe kerkje in gebruik genomen en kreeg de gemeente ds. Fransen als eigen herder en leraar. Na het overlijden van ds. Fransen werd de gemeente in twee perioden bediend door ds. A. Janse, terwijl oefenaar Van Schothorst in de tussenliggende jaren voorging.
In 1918 nam ds. J. Fraanje het beroep aan. Hij zou niet minder dan 31 jaar, tot aan zijn overlijden in 1949, aan Barneveld verbonden blijven. Op 6 juli 1944 werd voor het eerst een orgel in gebruik genomen. De kerk is in 1935 uitgebreid tot 1200 zitplaatsen. Op 3 september 1949 stierf ds. Fraanje. Vier dagen later trok er een begrafenisstoet van twee kilometer lengte door Barneveld om de predikant de laatste eer te bewijzen.
Ondanks een grote scheuring in de gemeente in 1953, waarbij de plaatselijke Gereformeerde Gemeente in Nederland ontstond, blijft de gemeente groeien en in februari 1964 wordt een bouwadviescommissie gevormd die met een voorstel komt een nieuwe kerk te bouwen tegen het oude aan in de tuin van de familie Veldhuizen. De nieuwe kerk zou ongeveer 2000 zitplaatsen krijgen en de kosten werden geraamd op f 736.000,-. Op de ledenvergadering van 18 augustus 1964 wordt, na toelichting van architect Leijsen het voorgestelde plan overgenomen. Een voorstel om een kerk te bouwen in De Valk werd (toen nog) verworpen en alle 400 aanwezigen stemmen voor de bouw van een nieuwe kerk. Nog voor de zondag daarop had ds. Verhoef zeven briefjes van f 1000,- in bezit. Op 7 mei 1965 werd de bouwvergunning verkregen en kon aannemer A. van de Broek uit Barneveld met de bouw aanvangen. De eerste steen werd gelegd op 30 september van hetzelfde jaar.
Op 23 februari 1967 werd het kerkgebouw in gebruik genomen. Die avond waren er circa 3000 mensen in het kerkgebouw aanwezig, Rond 1980 kampte de kerk met plaatsgebrek en besloot men leesdiensten te gaan houden in een school in Wekerom. Daar kwamen op zondag zo'n 300 leden samen en na anderhalf jaar werd de gemeente De Valk-Wekerom geïnstitueerd. In 1985 kreeg deze gemeente een eigen kerkgebouw aan de Hoge Valkseweg in Wekerom, ze telde anno 2020 circa 2.100 leden.
Desondanks bleef de gemeente te Barneveld doorgroeien, daarom werd in 1998 de Rehobothkerk verbouwd en uitgebreid. Dit bleek op termijn onvoldoende en in maart 2002 werd besloten de gemeente te splitsen. Aan de Lunterseweg werd een tweede kerk van deze gemeente gebouwd: de Adullamkerk met 1.376 zitplaatsen. Uit de kerkelijke gemeente die in 1895 is begonnen met circa 300 leden zijn na ruim honderd jaar vier gemeenten ontstaan met gezamenlijk circa 9.000 leden.
In 2013 werd groot onderhoud en renovatie aan de Rehobothkerk uitgevoerd. Het zalencomplex is gerenoveerd, het dak is nageïsoleerd en bekleed met aluminium, en de oliekachel voor de kerkzaal werd vervangen door een aantal hoog-rendement cv-ketels in serie-opstelling.

## Kerkdiensten
De diensten staan in de bevindelijk Gereformeerde traditie, waarbij de verkondiging van het Woord centraal staat. De gemeente zingt de psalmen in de berijming uit 1773. De beide Gereformeerde Gemeenten van Barneveld telden op 1 januari 2024 tezamen 4.586 leden.
De kerkdiensten in de Rehobothkerk zijn doorgaans goed bezet, hoewel het gebouw na de bouw van de Adullamkerk niet meer zo vol zit als voorheen. De gemeente werd/wordt bediend door de volgende predikanten:
- Ds. E. Fransen (1895-1898)
- Ds. A. Janse (1898-1908)
- Oef. H. van Schothorst (1908-1910)
- Ds. A. Janse (2e keer) (1910-1915)
- Ds. J. Fraanje (1918-1949)
- Ds. Chr. van de Woestijne (1950-1953)
- Ds. Chr. van Dam (1954-1956)
- Ds. P. van der Bijl (1958-1962)
- Ds. A.W. Verhoef (1963-1969)
- Ds. J. Koster (1971-1981)
- Ds. G.M. de Leeuw (1989-1997)
- Ds. C. Hogchem (1997-2010)
- Ds. D. de Wit (2011-2017)
- Ds. E.J. Boudewijn (2017-heden)

## Het orgel
In de kerk stond een orgel van de firma B. Koch uit Apeldoorn. Dit orgel is gebouwd in 1968. In 2013 is dit orgel verwijderd. Medio 2015 heeft de gemeente een nieuw pijporgel in gebruik genomen van de firma Ide Boogaard uit Rijssen. Bij de samenstelling van het nieuwe orgel is de keuze gemaakt voor registers die voor duidelijke draagkracht zorgen in de begeleiding van de gemeentezang. Het orgel telt circa 2100 pijpen wat ongeveer evenveel is als in het Mense ruiter-orgel in de Adullamkerk van de zustergemeente Barneveld-Zuid.
HOOFDWERK C-f3
Prestant 16' B/D, Prestant 8' I/II, Roerfluit 8', Viola di Gamba 8', Roerquint 6' D, Octaaf 4', Flagfluit 4', Terts 3 1/5' D, Quint 3', Octaaf 2', Cornet V sterk D, Mixtuur V sterk, Trompet 16' B/D, Trompet 8'
ONDERPOSITIEF C-f3
Prestant 8', Bourdon 8', Octaaf 8', Roerfluit 4, Nasard 3', Octaaf 2', Fluit 2', Sesquialter II sterk B/D, Mixtuur IV sterk, Fagot 16', Schalmey 8',
PEDAAL C-f1
Prestant 16', Subbas 16', Roerqiunt 12', Octaaf 8', Gedekt 8', Octaaf 4', Bazuin 16', Trombone 8'
WERKTUIGELIJKE REGISTERS
Koppeling hoofdwerk - onderpositief, koppeling pedaal - hoofdwerk, koppeling pedaal - onderpositief, tremulant hoofdwerk (uitlatende pneumatisch tremulant), tremulant onderpositief (inliggende kanaaltremulant).